# Dijana Mugoša
Dijana Mugoša (Podgorica, 1995. október 22. –) montenegrói válogatott kézilabdázó. A román SCM Craiova játékosa.

## Pályafutása

### Klubcsapatokban
Pályafutása elején Mugoša több montenegrói csapatban is megfordult, majd 2017-től külföldi csapatokban játszott. 2019-ben szlovák bajnokságot nyert a IUVENTA Michalovce tagjaként. 2020-ban bejutott az EHF-kupa elődöntőjébe a horvát RK Podravka Koprivnica játékosaként, azonban a szezont a Covid19-pandémia miatt félbeszakították. 2020 őszén a Bajnokok Ligájában is bemutatkozhatott. Legeredményesebb szezonjában, 2022-ben csapata harmadik legeredményesebbjeként 40 góllal zárta a BL-idényt.

### A válogatottban
A montenegrói válogatottal 2019 óta vesz részt világversenyeken. A 2019-es világbajnokságon még Majda Mehmedović mögött kevés szerep jutott neki, 4 gólt szerzett a tornán az ötödik helyen végző csapatban. Később egyre több játéklehetőséget kapott, a 2021-es tokiói olimpián hatodik helyezett csapatban már 9 találatig jutott. A 2022-es Európa-bajnokságot elülső keresztszalag szakadása miatt kihagyta. A 2023-as világbajnokságon csapata első számú büntetőlövője lett, ennek is köszönhetően csapata leggólerősebb játékos volt.

## Sikerei, díjai
- Szlovák bajnok: 2019
- Horvát bajnok: 2021